# グンペルト・アポロ
アポロ（Apollo ）は、ローラント・グンペルトが設立したドイツの自動車メーカー、グンペルト・シュポルトヴァーゲンおよび後継会社のアポロ・アウトモビリが製造していたスーパーカーである。

## 解説
宇宙船をイメージして開発され2005年に発表、2006年から発売されている。クロモリ鋼やカーボンパーツを多用した車体は1,100kgと軽量に仕上がっている。エンジンはグンペルトがアウディのエンジニアだったため、アウディ製4,163ccV8ツインターボが採用されている。最高出力は650PS/6,000rpm、86.7kgm/4,500rpmにもなり、最高速度は360km/h、0-100km/h加速は3秒となっている。また各種セッティングを細かく調整できるなど、レースを意識した車両になっている。
ボディスタイルはレーシングカーのような形をしており、無骨なエアインテーク、アウトレットが目を引く。これらは全てダウンフォースを得られるようデザインされており、そのためトンネルの天井を走ることができるともいわれるダウンフォースを得る。ドアはランボルギーニやケーニグセグとは違い、デロリアンやプロトタイプレーシングカーのようなルーフにヒンジがあるガルウィングドアとなっている。
レーシングカーを思わせるスタイルではあるが、リアビューカメラやエアコン、トランクルームなどの快適装備も搭載している。ただし車内が狭くシートを前後に動かすことができないなどの欠点もある。なお内装にはエンジンと同じくアウディ製のパーツが流用されている。
2009年8月13日にはドイツニュルブルクリンク北コースにて、乗用市販車としての当時の最速記録7分11秒57を樹立した。これは2013年9月4日にポルシェ・918に破られるまで「公道走行可能なクーペボディのスポーツカー」として最速記録であった。
グンペルト・シュポルトヴァーゲンは2013年に経営破綻し、後に香港の企業の出資を受けた新たな経営母体の元「Apollo Automobile (アポロ・アウトモビリ)」として経営再建され、2016年にアポロの後継車種をリリースすることを表明した。
2016年のジュネーブ・モーターショーで「アポロS」ベースのリパッケージ版「アポロN」を6台限定で生産される事と、「アロー(Arrow)」と名付けられた後継車種が正式発表された。

## バリエーション
800PSを発揮するレース、エアロパーツを追加したスポーツ、650PSに出力を落としたエントリーモデル、ツインターボをツインスーパーチャージャーに替え780PSを発生させる"Enraged"がある。走行テスト用としてハイブリッドカー仕様も存在する。

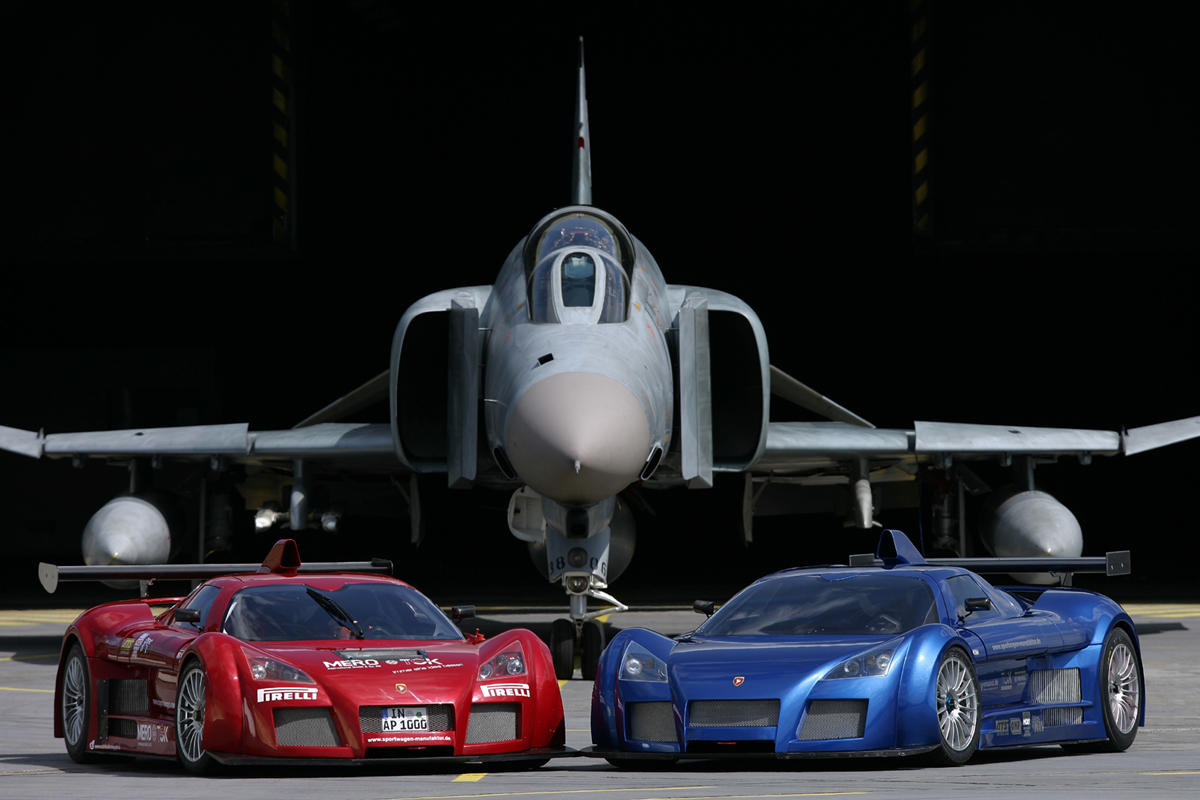
2台のアポロとF-4ファントム
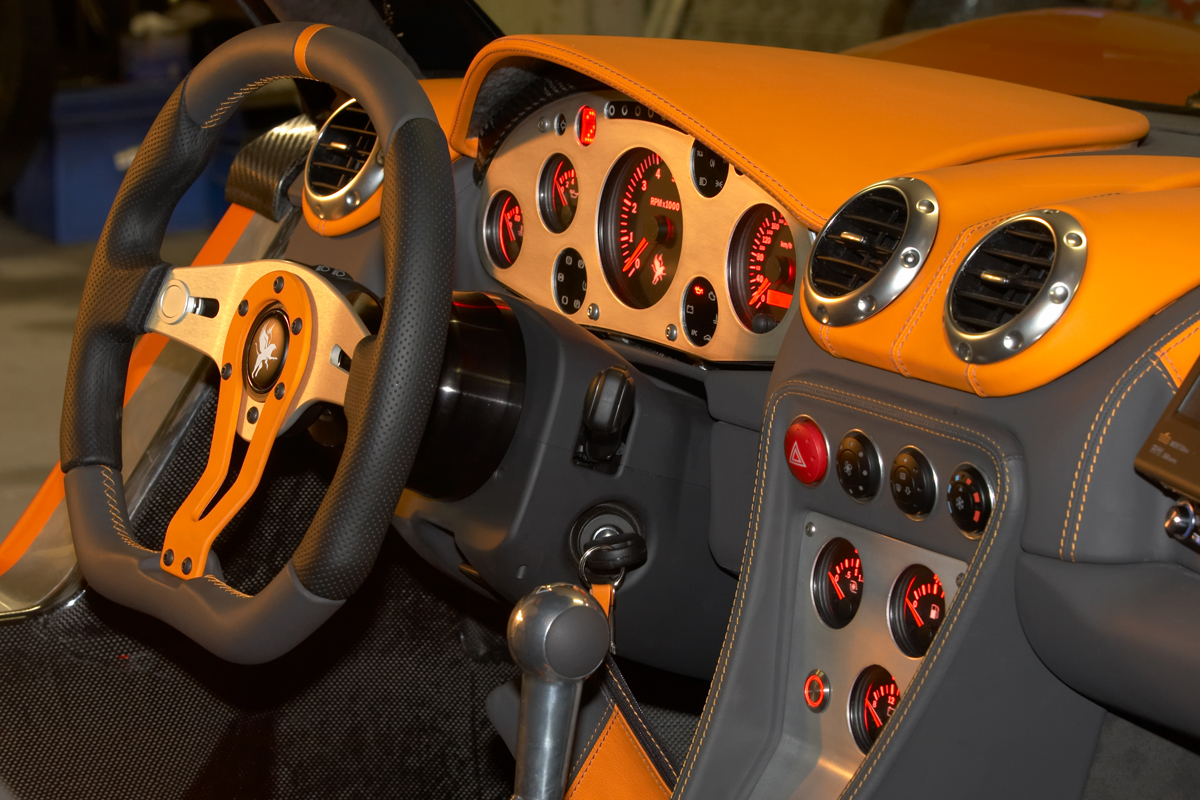
内装
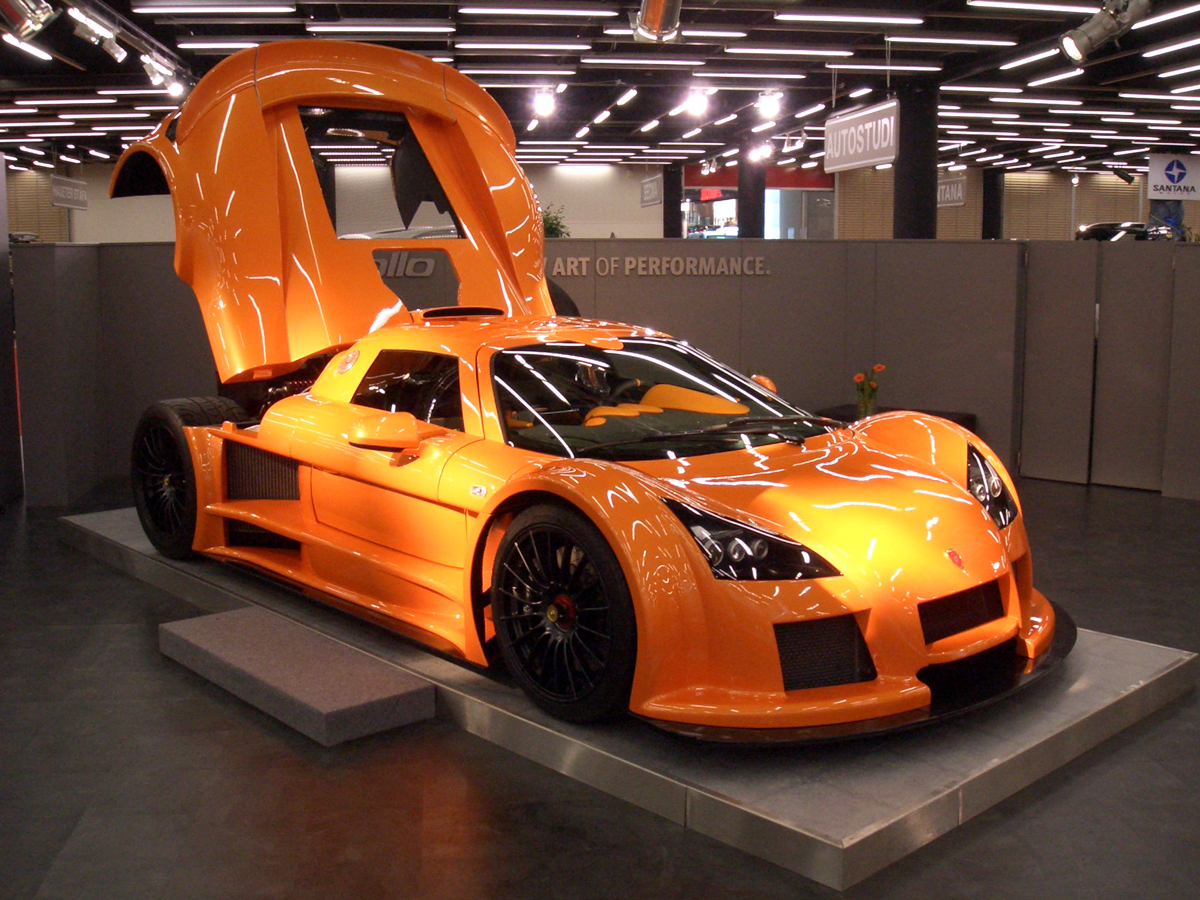
ジュネーヴ・モーターショーにて
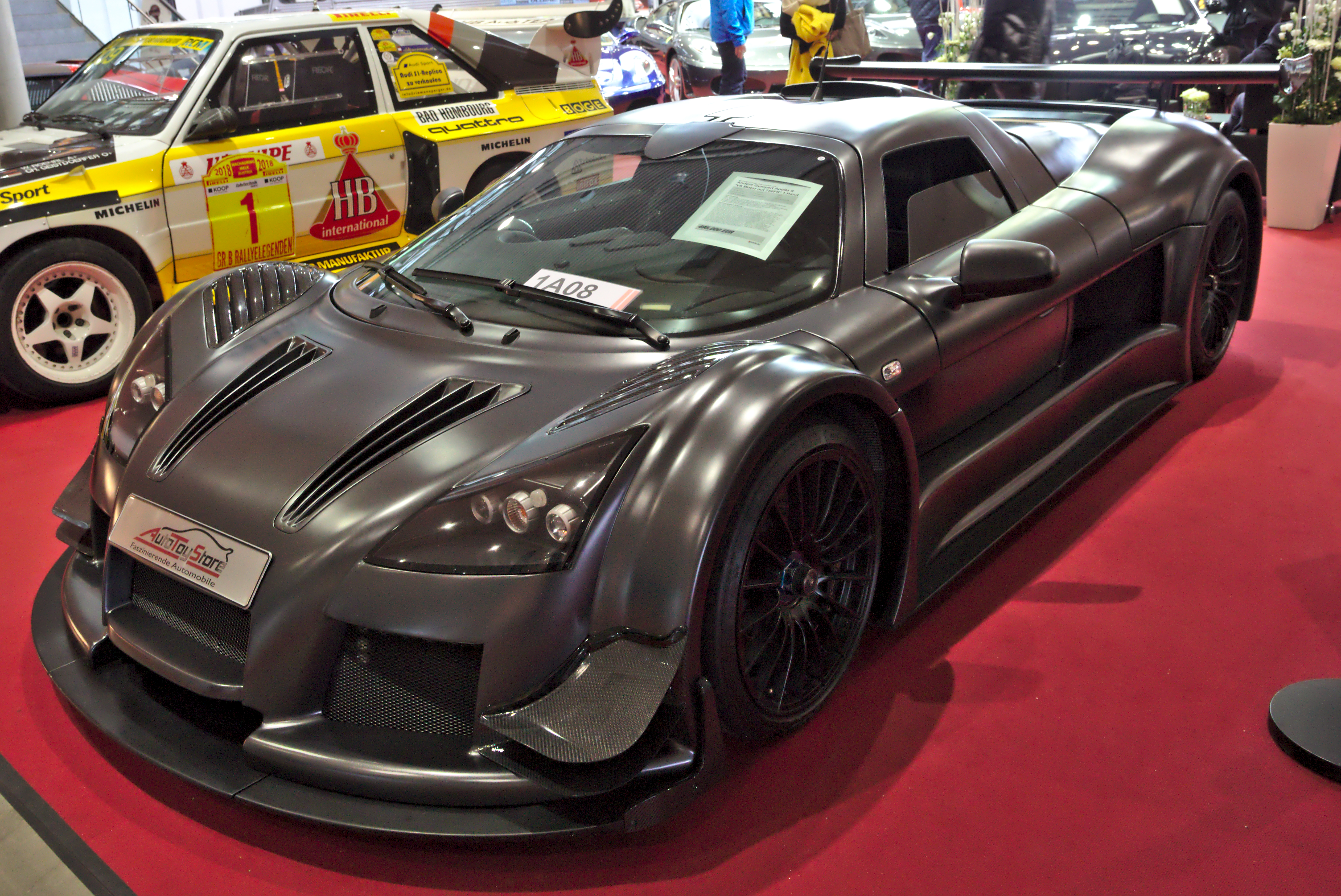
アポロ スポーツ (S)
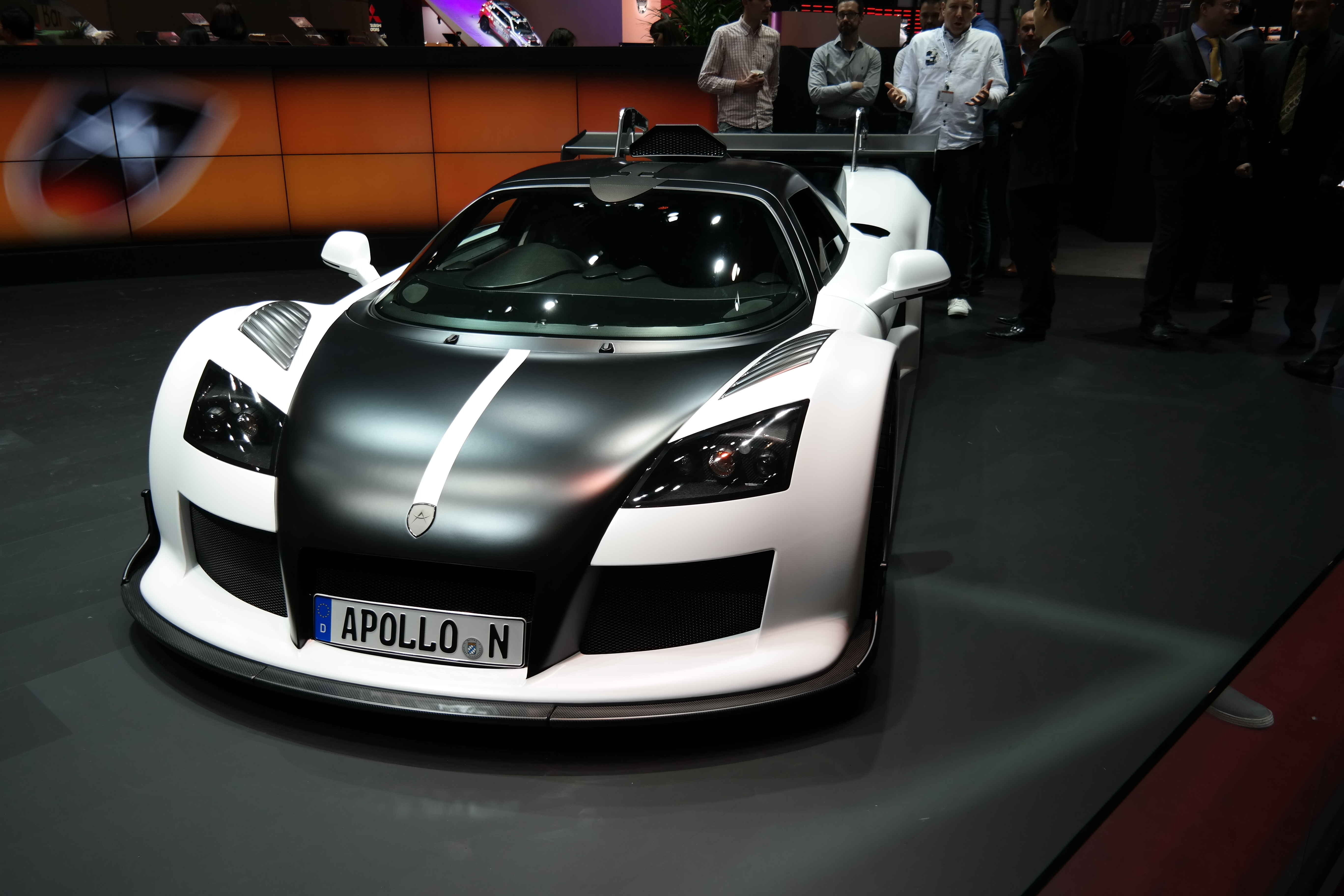
アポロ N